# Kanton Nizza-11
Der Kanton Nizza-11 (frz. Canton de Nice-11) ist ein ehemaliger französischer Wahlkreis im Arrondissement Nizza, im Département Alpes-Maritimes und in der Region Provence-Alpes-Côte d’Azur. Er bestand von 1973 bis 2015 und umfasste einen Bereich im Nordwesten der Stadt Nizza.

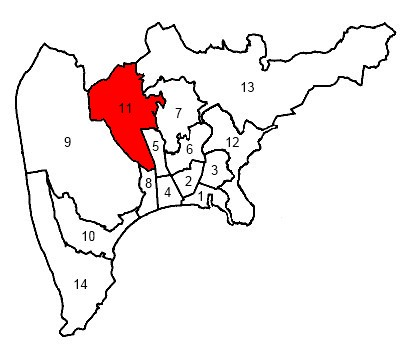
Lages des Kantons im Stadtgebiet von Nizza